# 斯特爾特沙漠豌豆
斯特爾特沙漠豌豆（Swainsona formosa, Sturt's Desert Pea）也稱為沙漠豆，是澳大利亚的植物，屬於沙漠豆屬，以其血紅色像葉子一様的花而聞名，每朵花都有黑色的球狀中心。斯特爾特沙漠豌豆是澳洲最著名的野花之一，是澳洲中部及西北部乾旱地帶的原生植物，後來擴展到除維多利亞州外的整個澳洲地區。
屬名Swainsona得名自英國植物學家艾薩克·斯文森（Isaac Swainson）。英文俗名Sturt's Desert Pea是為了記念英國探險家查爾斯·斯特爾特（Charles Sturt），1844年，他在澳洲中部探險時，記錄了他在該地區看到數量很多的沙漠豆。
自1961年起斯特爾特沙漠豌豆成為澳洲南澳大利亚州的州花，也出現在南澳大利亞州徽上。
斯特爾特沙漠豌豆不是瀕危物種，不過在聯邦國中是有法令明文規定，禁止私人採集斯特爾特沙漠豌豆，或是在非官地的園中生長斯特爾特沙漠豌豆，除非有申請准予養殖或採集的執照或許可令，否則即是違法。輕者判罰款，重者會被判入監服刑。